# Échillais
Échillais és un municipi francès situat al departament del Charente Marítim i a la regió de la Nova Aquitània. L'any 2007 tenia 3.269 habitants.

## Demografia

### Població
El 2007 la població de fet d'Échillais era de 3.269 persones. Hi havia 1.333 famílies de les quals 260 eren unipersonals (103 homes vivint sols i 157 dones vivint soles), 562 parelles sense fills, 442 parelles amb fills i 69 famílies monoparentals amb fills.
La població ha evolucionat segons el següent gràfic:
Habitants censats

### Habitatges
El 2007 hi havia 1.446 habitatges, 1.350 eren l'habitatge principal de la família, 34 eren segones residències i 63 estaven desocupats. 1.431 eren cases i 12 eren apartaments. Dels 1.350 habitatges principals, 1.043 estaven ocupats pels seus propietaris, 272 estaven llogats i ocupats pels llogaters i 34 estaven cedits a títol gratuït; 2 tenien una cambra, 24 en tenien dues, 169 en tenien tres, 527 en tenien quatre i 628 en tenien cinc o més. 1.211 habitatges disposaven pel capbaix d'una plaça de pàrquing. A 589 habitatges hi havia un automòbil i a 696 n'hi havia dos o més.

### Piràmide de població
La piràmide de població per edats i sexe el 2009 era:
| Homes | Edats   | Dones |
| ----- | ------- | ----- |
| 0     | 95 o +  | 0     |
| 0     | 90 a 94 | 8     |
| 12    | 85 a 89 | 8     |
| 4     | 80 a 84 | 8     |
| 40    | 75 a 79 | 44    |
| 48    | 70 a 74 | 52    |
| 92    | 65 a 69 | 88    |
| 84    | 60 a 64 | 92    |
| 92    | 55 a 59 | 76    |
| 108   | 50 a 54 | 128   |
| 72    | 45 a 49 | 92    |
| 136   | 40 a 44 | 128   |
| 112   | 35 a 39 | 132   |
| 100   | 30 a 34 | 80    |
| 64    | 25 a 29 | 60    |
| 36    | 20 a 24 | 64    |
| 120   | 15 a 19 | 104   |
| 116   | 10 a 14 | 92    |
| 112   | 5 a 9   | 48    |
| 80    | 0 a 4   | 52    |

## Economia
El 2007 la població en edat de treballar era de 2.100 persones, 1.515 eren actives i 585 eren inactives. De les 1.515 persones actives 1.353 estaven ocupades (725 homes i 628 dones) i 162 estaven aturades (64 homes i 98 dones). De les 585 persones inactives 253 estaven jubilades, 162 estaven estudiant i 170 estaven classificades com a «altres inactius».

### Ingressos
El 2009 a Échillais hi havia 1.370 unitats fiscals que integraven 3.322,5 persones, la mediana anual d'ingressos fiscals per persona era de 18.059 €.

### Activitats econòmiques
Dels 92 establiments que hi havia el 2007, 8 eren d'empreses extractives, 3 d'empreses alimentàries, 1 d'una empresa de fabricació d'altres productes industrials, 26 d'empreses de construcció, 13 d'empreses de comerç i reparació d'automòbils, 7 d'empreses de transport, 5 d'empreses d'hostatgeria i restauració, 1 d'una empresa financera, 3 d'empreses immobiliàries, 4 d'empreses de serveis, 15 d'entitats de l'administració pública i 6 d'empreses classificades com a «altres activitats de serveis».
Dels 30 establiments de servei als particulars que hi havia el 2009, 1 era una oficina de correu, 2 tallers de reparació d'automòbils i de material agrícola, 1 taller d'inspecció tècnica de vehicles, 2 paletes, 4 guixaires pintors, 4 fusteries, 6 lampisteries, 4 electricistes, 2 perruqueries, 2 restaurants, 1 agència immobiliària i 1 tintoreria.
Dels 3 establiments comercials que hi havia el 2009, 2 eren fleques i 1 una carnisseria.
L'any 2000 a Échillais hi havia 19 explotacions agrícoles que ocupaven un total de 1.610 hectàrees.

## Equipaments sanitaris i escolars
El 2009 hi havia 1 farmàcia i 1 ambulància.
El 2009 hi havia 1 escola maternal i 1 escola elemental.

## Poblacions més properes
El següent diagrama mostra les poblacions més properes.